# Telomerisation (Dimerisierung)
Bei der Telomerisation handelt es sich um die lineare Dimerisierung von 1,3-Dienen unter gleichzeitiger Addition eines Nukleophils. 

## Geschichte
Die Reaktion wurde unabhängig voneinander von E. J. Smutny bei der Shell und Takahashi an der Universität Osaka Ende der 1960er Jahre entdeckt. Die allgemeine Reaktionsgleichung lautet:

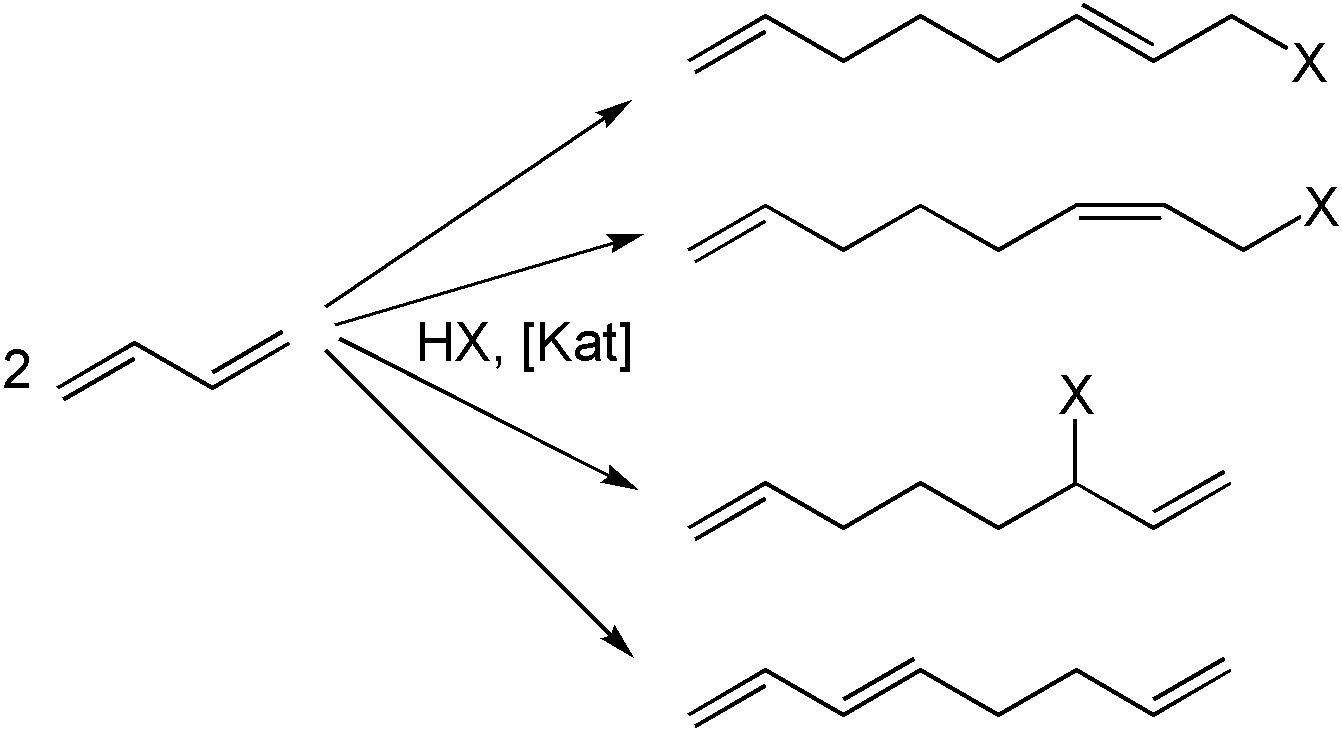
Folgeprodukte der Telomerisation von 1,3-Butadien

wobei die Bildung mehrerer Isomere möglich ist.

## Reaktion
Neben 1,3-Butadien können auch substituierte Diene wie Isopren oder cyclische Diene wie Cyclopentadien eingesetzt werden. Als Nukleophile können ebenfalls eine Vielzahl von Substanzen, wie Wasser, Ammoniak, Alkohole oder auch C–H-acide Verbindungen Verwendung finden. Beim Einsatz von Wasser werden beispielsweise zweifach ungesättigte Alkohole erhalten. 
Als Katalysatoren finden vor allem metallorganische Palladium- und Nickel-Verbindungen Verwendung. 
Die Reaktion hat bislang keine großtechnische Verwendung gefunden. 